# Sequana
En la mitologia celta, Sequana era la nimfa de les fonts del Sena i el seu nom va originar el nom del riu Sena (Seine). Sovint es representava sota l'aparença d'una noia dreta dalt d'un vaixell. S'han trobat estatuetes votives amb aquesta efígie al llarg del Sena. Era una nimfa i en ocasions deessa, de la curació, i el seu culte portava a molts peregrins al seu santuari, que oferien representacions de la part del cos que tenien malalta per tal que Sequana els alleugerés dels seus sofriments i els sanés.